# Akrobatický rock and roll

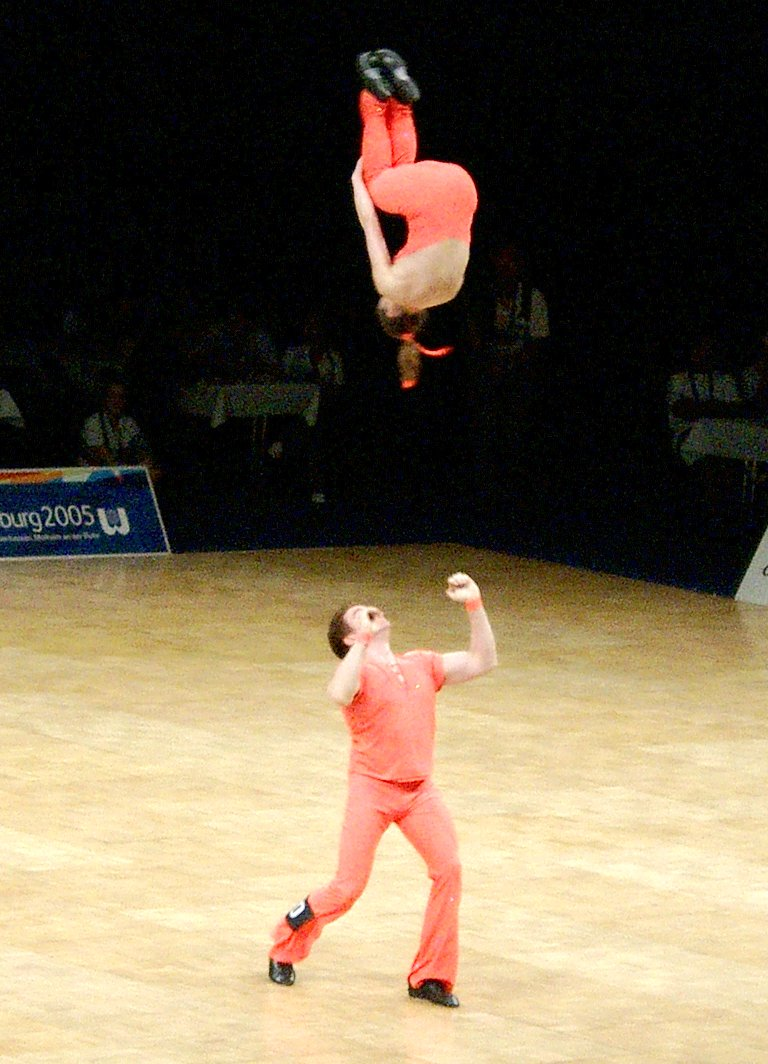
Dvojité salto, jeden z nejnáročnějších akrobatický prvků (Daniela Bechtold and Bernd Diel, World Games 2005 in Oberhausen, Germany)

Akrobatický rock and roll je atletická, konkurenceschopná forma partnerského tance, která pochází z tance lindy hop. Na rozdíl od lindy hopu jde však o choreografický tanec určený pro vystoupení. Tančí ji jak páry (většinou smíšené pohlaví), tak i skupiny, a to buď všechny ženy nebo čtyři až osm párů dohromady.

## Historie
Při vývoji hudebního žánru rock and roll byl také vytvořen tanec s hudbou. Ze swingu (tance), který vznikl kolem roku 1920, se objevila forma tance lindy hop, první taneční forma, kdy se předváděly akrobatické prvky. Lindy hop byl upraven kolem roku 1940, aby vyhovoval rychlejší hudbě.

## Technika a základy
Stejně jako jiné formy tance se rock and roll rozvíjí po celém světě v průběhu času. V závislosti na vaší poloze začíná základní krok krokem Basic 6:
- Vedoucí začíná výměnou vlevo, kopnutím kroku (vlevo), kopnutím kroku (vpravo).
- Následník začíná výměnou vpravo, krokem krokem (vpravo), krokem (vlevo).

Existuje další forma krokového kroku základní chod, který se snadno učí:
- Vedoucí začíná levou nohou a dělá krok zpět, pak krok klepnutí (vlevo), klepněte na krok (vpravo).
- Následník začíná pravou nohou a dělá krok zpět, pak krok klepnutí (vpravo), klepněte na krok (vlevo).

Nejobvyklejším rysem tanečního rockového tance jsou jeho „kopy“ (do vzduchu) a jeho akrobatické prvky jako „zvedačky“, „skoky“, „výhozy“ a „salta“. Dnešní rock and roll se zaměřuje na ukázkový tanec a soutěžní tanec a s výjimkou svého jména téměř nemá nic společného s bývalým hnutím rock and roll. Tancuje se ve dvojicích nebo ve formacích a dokonce může tančit jeden muž a dvě ženy, což se nazývá „trojice“. V průběhu let prošel tanec několika důležitými změnami: bývalý 6-základný krok byl převeden na 9-základní krok s typickou „výměnou“.
Dalšími charakteristikami jsou techniky, jako je mužský pohyb (tělesná vlna), který se používá k tomu, aby se vrhl ze sedící pozice směrem vzhůru a postupně „vlní“ své tělo od nohou po hlavu. Díky své náročné technice, vysoké rychlosti a akrobacii je rock and roll napínavým, vysoce výkonným tancem a nejčastěji ho tančí mladí tanečníci.

## Taneční kategorie
Světová rokenrolová konfederace uznává následující taneční kategorie pro mezinárodní soutěže:
- Mládež: Nejsou povoleny akrobacie. Páry jsou v rozmezí 14 let a mladší.
- Junioři: Podle bezpečnostních předpisů kategorie jsou povoleny maximálně čtyři akrobatické pohyby. Páry jsou ve věku mezi 12 a 17 lety.
- Kategorie B: Pár musí předvést v jednom kole dva tance. Jedním z nich je taneční program bez akrobacie (práce, technika nohou), druhým program s akrobatickými prvky (vyžadující šest akrobatických prvků). Minimální věk je 14 let.

- Hlavní kategorie: Pár musí předvést dva tance, jako v kategorii B. Jediný rozdíl oproti kategorii B je ten, že jsou povoleny téměř všechny akrobacie (například zvedačky, skoky, výhozy a salta). Minimální věk je 15 let.

Národní sdružení mají obvykle další kategorie (např. kategorii C pro začínající konkurenční tanečníky).

## Rytmus a muzika
Rock and roll je založen na 4/4 taktu. Jeden základ tvoří šest úderů a tedy jeden a půl taktu. Hudba je velmi rychlá, mezi tempem 176 a 208. Kvůli nezdokonalenému stresu a rychlosti byla tradiční rocková a rocková hudba nahrazena moderní disko a populární hudbou.

## Oblečení
V moderní éře tanečníci nemají spodničky a džíny – jak to dělali originální rockoví tanečníci, ale spíše vícebarevné kostýmy, které jsou vyrobeny z elastického umělého vlákna a lze je zakoupit pouze jakojednotlivé speciální kusy u křejčího. Jedním z důvodů je, že akrobatické prvky jsou stále nebezpečnější, vyžadují jak možnost pohybu, tak dostatečnou trvanlivost, aby se kostým neroztrhnul.
Správná obuv je jedním z nejdůležitějších prvků rock and rollu. Nesmí se klouzat po podlaze a musí být dobře tvarované pro případný úchop na akrobatický prvek. Nejčastější obuví jsou lehké jazzové boty, a to pro taneční část, zatímco pro akrobatickou část jsou vhodné speciální tenisky, vyrobené pro aerobikové tanečnice.

## Organizace
Světová rokenrolová konfederace je organizace, která se stará o národní a mezinárodní pravidla pro soutěže. Organizují světové poháry, mistrovství Evropy a mistrovství světa, které se každoročně odehrávají pro páry a formace. Všichni mezinárodní soutěžící jsou seřazeni podle bodů získaných během soutěží.

## Významní tanečníci
- Miguel Angueira
- Sandra Chudomská a Vítězslav Horák
- Olga Sbitneva a Ivan Youdin
- Anna Miadzielec a Jacek Tarczylo
- Roman Kolb a Kateřina Fialová